# Alwin Jacobi
Alwin Jacobi, född 1854, död 1905, var en tysk ingenjör verksam i Sverige och ägare av Kuokkel gruvfält.
Alwin Jacobi var inblandad i ett 80-tal projekt kring sekelskiftet och knuten till Wiklunds verkstäder. Han medverkade bland annat i konstruktionen av Nürnbergs Bryggeri, Neumüllers Bryggeri, C G Piehls Bryggeri, S:t Eriks Bryggeri, Münchenbryggeriet, Umeå Ångbryggeri, Alingsås bryggeri, Nordstiernans bryggeri i Sundsvall, Ukko-Olut bryggeriet i Finland, Lyckholms bryggerier i Göteborg, och Bayerska bryggeriet i Växjö.
Alwin Jacobi var även associerad som ägare av Kuokkel gruvfält. Det finns hittills inga garantier om att det är samma person även om det sannolikt verkar vara så. Alwin Jacobi omnämns även i ett brev skrivet av LKAB disponenten Hjalmar Lundbohm i augusti 1894. I detta brev står följande: "Oaktat platsen är fullkomligt obebodd och öde och tom även på fågel och fisk komma vi att må mycket gott. Ty gruvans ägare - ingenjör Alwin Jacobi i Stockholm - har utrustat oss med en utmärkt matsäck och allt annat som erfordras för ett komfortabelt liv i fjällen." Tydligen var syftet med Hjalmar Lundbohms resa att undersöka Sjangeli kopparmalmfält.